# 약수터 부르스
"약수터 부르스"(Spring Blues)는 한국에서 제작된 손재명 감독의 2009년 드라마, 코미디, 액션 영화이다. 배건식 등이 주연으로 출연하였고 이호 등이 제작에 참여하였다.

## 출연

### 주연
- 배건식
- 김태인

### 조연
- 박영
- 송정우
- 유금
- 고병택
- 한진석
- 박신희
- 김태영
- 성미라

## 기타
- 조연출: 이규섭
- 조연출: 안건우
- 조연출: 이성우
- 믹싱: 임용진
- 믹싱: 박재균
- 스크립트: 이민희